# シベリアビッグホーン
シベリアビッグホーン（Ovis nivicola）は、偶蹄目（鯨偶蹄目とする説もあり）ウシ科ヒツジ属に分類される偶蹄類。別名ユキヒツジ。

## 分布
ロシア東部
主な分布域はレナ川以東で、南限はヤブロノヴイ山脈。

## 形態
尾は幅広い。臀部の白色斑は小型で、尾に接しない。
耳介は短く、先端が丸みを帯びる。染色体数は2n=54。

## 分類
ユキヒツジは60万年前に分岐しており、北アメリカのビッグホーン、ドールビッグホーンと近縁である。これらは更新世（およそ75万年前）にシベリアからアラスカ州へと渡り、その後3つの種に分岐している。
亜種の分類は混乱している。以下の分類はMSW3に従う。和名は後述する分類も含めて今泉(1988)に従う。
Ovis nivicola nivicola Eschscholtz, 1929 カムチャッカビッグホーン
Ovis nivicola borealis Severtzov, 1873 タイミルビッグホーン
Ovis nivicola kodarensis Medvedev, 1994
Ovis nivicola koriakorum Tschernyavsky, 1962
一方でロシアでは以下の分類が主流とされる。分布は2017年現在のIUCNに従う。
Ovis nivicola nivicola Eschscholtz, 1929 カムチャッカビッグホーン
カムチャッカ半島
Ovis nivicola alleni Matsche, 1907 タイゴノスビッグホーン
Ovis nivicola borealis Severtzov, 1873 タイミルビッグホーン
タイミル半島
Ovis nivicola koriakorum Tschernyavsky, 1962
Ovis nivicola lydekkeri Kowarzik, 1913 ヤナビッグホーン

## 生態
主に草本を食べるが、木の新芽、コケ、地衣類なども食べる。

## 人間との関係
狩猟による影響が懸念されている。1980年代中期の生息数は85,000 - 95,000頭と推定されている。